# Ulrich Saint-Paul

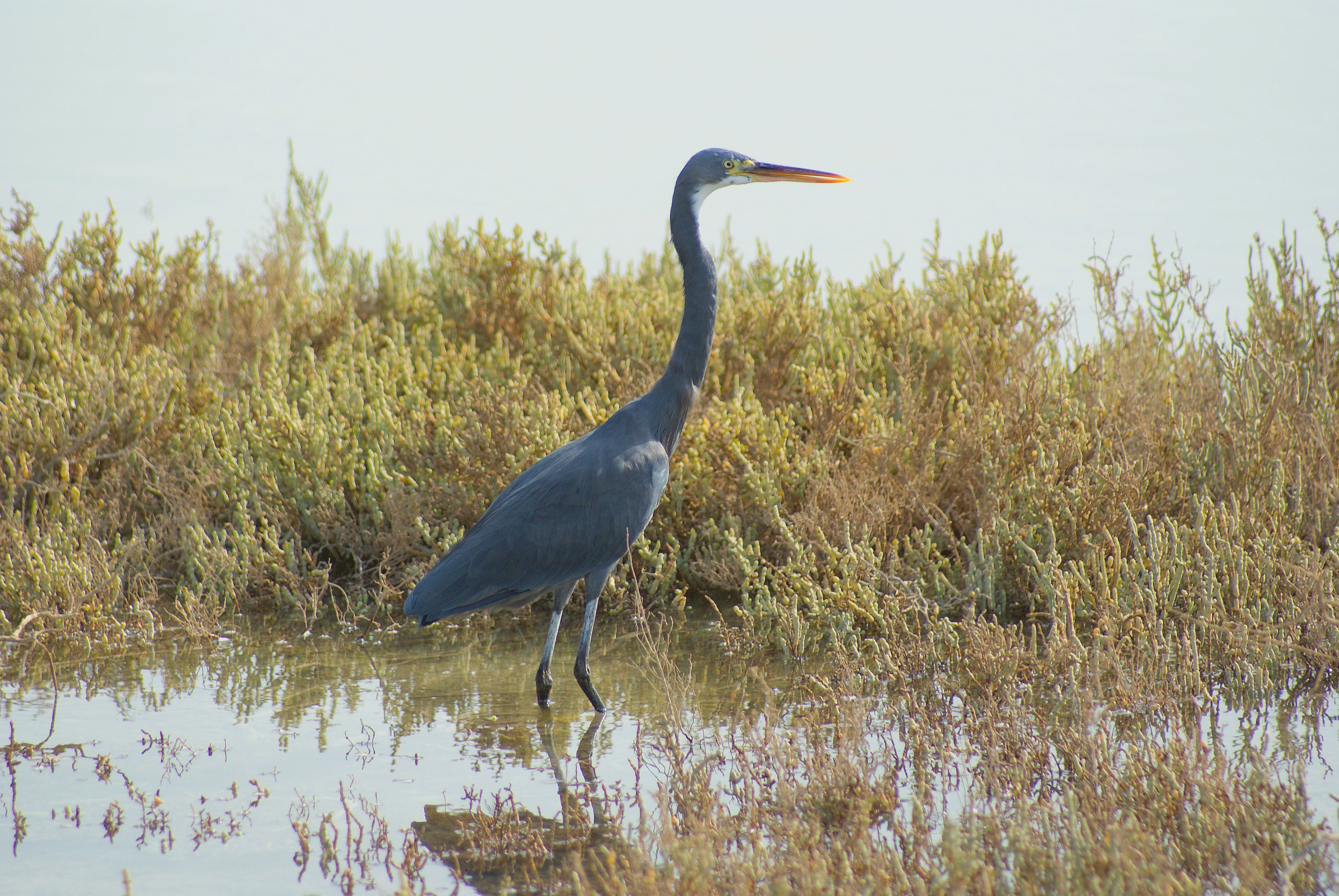
Küstenreiher in einem Mangroven-Gebiet der Yas-Insel. Saint-Paul beschäftigt sich u. a. mit der Biodiversität von Mangroven-Systemen.

Ulrich Saint-Paul (* 17. Dezember 1948 in Elmshorn) ist ein deutscher Biologe, Professor für reine und angewandte Meeresökologie der Universität Bremen. Er arbeitete am Leibniz-Zentrums für Marine Tropenforschung (ZMT), Bremen, dessen stellvertretender Direktor er bis Ende 2010 war. Er leitete am ZMT die Arbeitsgruppe Mangrovenökologie. Darüber hinaus arbeitete er als Berater für die Deutsche Gesellschaft für Internationale Zusammenarbeit (GIZ). Zudem war er für die Organisation Senior Expert Service (SES), Bonn als Berater in Indonesien, Malawi und Tansania tätig. Seit April 2014 ist er im Ruhestand.

## Biografie
Saint-Paul erwarb sein Diplom in Biologie an der Universität Hamburg 1976 mit den Schwerpunkten Hydrobiologie und Fischereiwissenschaften. 1982 promovierte er dort in diesen Schwerpunkten. 1989 folgte die Habilitation und 1993 wurde er Professor an der Universität Bremen.
Er war von 1976 bis 1980 am Instituto Nacional de Pesquisas da Amazônia (INPA) in Manaus, Brasilien tätig. Von 1980 bis 1988 war er Hochschulassistent am Institut für Hydrobiologie und Fischereiwissenschaft der Universität Hamburg. Und danach bis 1992 war er für die AG für Tropenökologie des Max-Planck Instituts für Limnologie wieder am INPA in Manaus tätig.
Schwerpunkt seiner Arbeit ist die Ökologie von Überschwemmungsgebieten und insbesondere Mangrovenökologie mit Schwerpunkt Nord-Brasilien. Er arbeitet darüber hinaus auf den Philippinen, Vietnam, Indien und Indonesien. Er koordinierte seit 1995 das Langzeitprojekt zur Erforschung von Mangroven im Norden Brasiliens mit dem Titel „MADAM - Mangrove Dynamics and Management“.

## Werke
Saint-Paul veröffentlichte eine Reihe von Artikeln in Sammelwerken und Fachzeitschriften zu den Themen Mangrovenökologie, Aquakultur und verwandte Themen.
Bücher
- U. Saint-Paul: Mangrove Dynamics and Management in North Brazil. In: Reihe Ecological Studies, Springer, Berlin und Heidelberg 2010, ISBN 978-3-642-13457-9
- U. Saint-Paul, Ch. Schnack: Maßnahmen zum Schutz tropischer Küsten. Mangroven - Vergessene Wälder?. In: Biologie in unserer Zeit  4, S. 238–244, 2008.
- H. Schneider, U. Saint-Paul, V. Isaac, K. Diele: Revista MADAM - Workshop Evento Marca dez Anos de MADAM, Belém Bragança, 2005.
- S. Eickhoff, U. Saint-Paul: Vietnams Mangrovenwälder drohen auszusterben. In: e.velop - das entwicklungspolitische Magazin der Bundesregierung 20, 2004.
- U. Saint-Paul: Der neotropische Überschwemmungswald: Beziehung zwischen Fisch und Umwelt. In: Final report BMFT N 0339366A, 71 pp, 1994.